# Anne Dreesbach

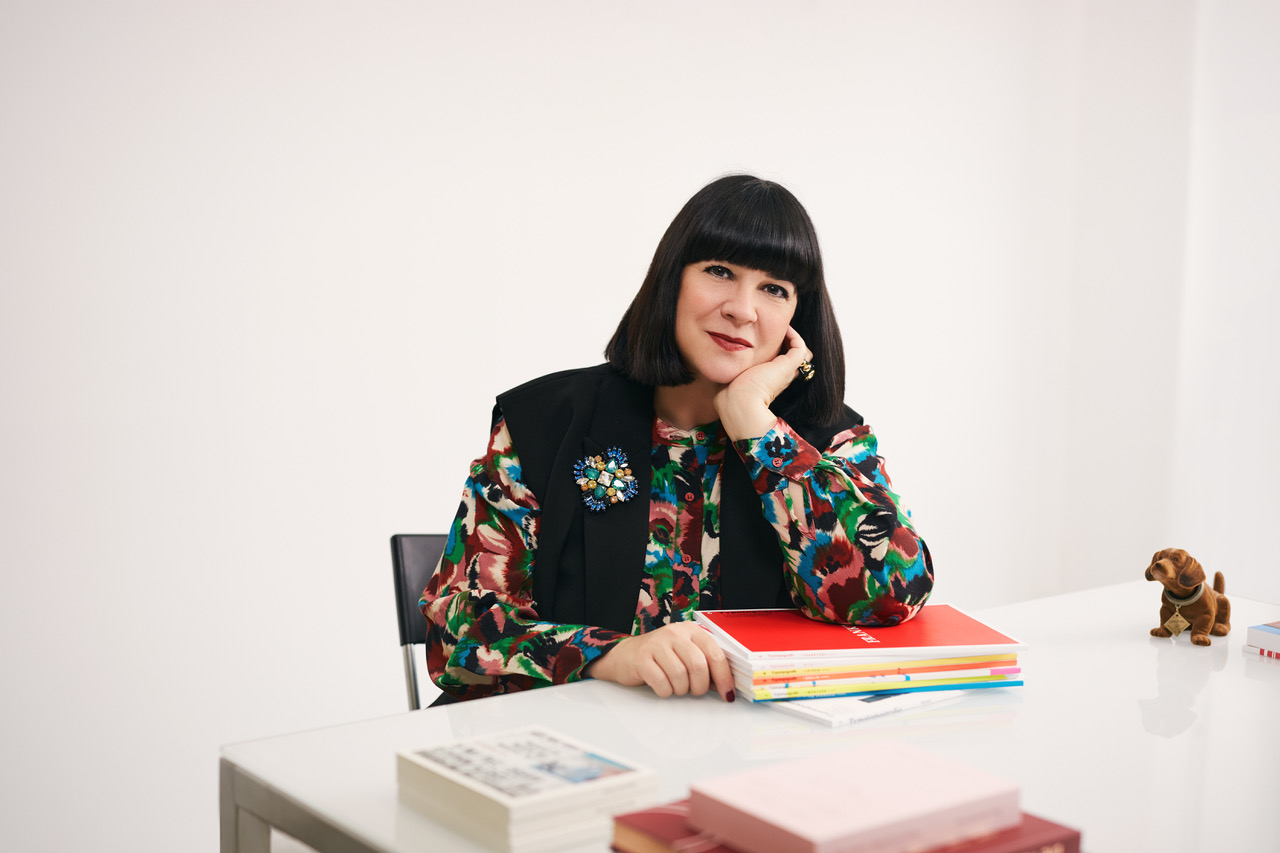
Anne Dreesbach

Anne Dreesbach (* Oktober 1971 in München) ist eine deutsche Autorin, Verlegerin und Buchgestalterin. 2006 gründete sie den August Dreesbach Verlag in München. Neben geschichtswissenschaftlichen Publikationen und Biografien schreibt Anne Dreesbach auch Reiseführer sowie Sachbücher.

## Leben und Tätigkeit
Anne Dreesbach studierte an der Ludwig-Maximilians-Universität München Neuere Geschichte, Mittelalterliche Geschichte und Englische Literaturwissenschaft. Ihre Dissertation untersucht die sogenannten Völkerschauen um 1900. Nach ihrer Promotion arbeitete sie einige Jahre als wissenschaftliche Mitarbeiterin am Lehrstuhl für Bildungs- und Universitätsgeschichte an der Ludwig-Maximilians-Universität München sowie am Universitätsarchiv, bevor sie den August Dreesbach Verlag gründete. Dreesbach agiert selbst als Buchgestalterin.

## Tätigkeit als Autorin
Anne Dreesbach ist Autorin zahlreicher Bücher, etwa wirtschafts- und kulturgeschichtlicher Publikation. Daneben verfasst sie Reiseführer (München, Oberbayern, Niederbayern) und Lifestyle-Sachbücher. Sie hat außerdem Artikel für Mare und Damals verfasst. Mit Michael Kamp und Florian Neumann gründete Dreesbach im Jahr 2001 die Geschichtsagentur Neumann & Kamp Historische Projekte.

## Verlegerische Tätigkeit
2006 gründete Anne Dreesbach den August Dreesbach Verlag in München, der auf Corporate Publishing sowie die Themen München und Bayern spezialisiert ist. Der Verlag veröffentlichte unter anderem die Firmengeschichten von MAN, Pfanni, Fresenius oder Siemens Healthineers, Biografien über Persönlichkeiten wie die Filmproduzentin Ilse Kubaschewski und den Thyssen-Vorstand Dieter Spethmann sowie zahlreiche Publikationen zur Geschichte der Wittelsbacher.

## Publikationen
- Die Villa am Herzogpark. Carl Hanser Verlag, München 2022, ISBN 978-3-446-27318-4.
- 75 Jahre BREMER. Beständig im Wandel der Zeit. August Dreesbach Verlag, München 2022.
- Lost & Dark Places Oberbayern. 33 vergessene, verlassene und unheimliche Orte. Bruckmann Verlag, München 2021, ISBN 978-3-7343-2046-0.
- München. Unterwegs mit deinen Lieblingsmenschen. Emons Verlag, Köln 2020, ISBN 978-3-7408-0961-4.
- Sachen machen mit Hund – Alles, was ihr in & um München erlebt haben müsst. J. Berg Verlag, München 2020, ISBN 978-3-86246-678-8.
- Liebe lieber analog. 99 Offline-Dating-Ideen. Schwarzkopf & Schwarzkopf, Berlin 2019, ISBN 978-3-86265-779-7.
- mit anderen: Typotopografie 10: Hamburg – Das Magazin zu Gestaltung, Typografie und Druckkunst in urbanen Zentren. August Dreesbach Verlag, München 2019, ISBN 978-3-96395-016-2.
- mit Nadine Beck: Ausgestellt und angegafft – ‚Völkerschauen‘ in Deutschland. In: DAMALS. Das Magazin für Geschichte. Band 50, Nr. 6, 2018, S. 26 ff.
- mit Britta Kägler und Susanne Vers: Geschichte der Hunde: Vom Kaiserreich bis heute. Kosmos, Stuttgart 2006, ISBN 3-440-10870-8.
- mit Claudia Jeschke, Gabi Vettermann und Helmut Zedelmaier: Andere Körper – Fremde Bewegungen. Theatrale und öffentliche Inszenierungen im 19. Jahrhundert. LIT, Münster 2005, ISBN 3-8258-8546-1.
- Gezähmte Wilde. Die Zurschaustellung „exotischer“ Menschen in Deutschland 1870–1940. Campus, Frankfurt am Main 2005, ISBN 3-593-37732-2.
- Seit 90 Jahren auf Achse: MAN Nutzfahrzeuge und ihre Geschichte 1915 bis 2005. Garnies, Haar/München 2005, ISBN 3-926163-36-4.
- 195 Jahre Oktoberfest: Ein historischer Streifzug. Garnies, Haar/München 2005, ISBN 3-926163-39-9.
- mit Helmut Zedelmaier und Bettina Dietz: „Gleich Hinterm Hofbräuhaus waschechte Amazonen“. Exotik in München um 1900. Dölling und Galitz, München 2003, ISBN 3-935549-77-6.